# COMIC NETWORK
COMIC NETWORK（こみっくねっとわーく）は、九州地方を中心に開催されていた同人誌即売会である、主催はコミックネットワーク事務局が行っていた。
末期は、佐賀市における小規模イベントCOMIC NETWORK LAMBDAXのみの開催となったが、以前は福岡において比較的大規模のイベントを開催していた。

## 歴史・概要
元々は、九州の即売会主催者が80年代後半に合同で設立した即売会で、「COMIC NETWORK」をはじめ「Comic Zeal」、「FUKUOKA COMIC SPACE」、「COMIC KIDS」、「COMIC SATELLITE」などの同人誌即売会（100スペース規模の小規模なイベントから3000スペース規模のイベントまで）を福岡市内で開催し、福岡以外の九州・中国地方の県庁所在地や主要都市では「COMIC NETWORK LAMBDAX」という小規模なイベントを各地で開催するまでに成長した。
最盛期には、九州内外から委託参加も含め多くの同人サークルを集め、全国的に名前を知られるようになったが、その一方で同団体が主催する即売会の運営上での不手際や、ずさんな事務処理が目立つようになり、90年代半ばをピークに参加者を減少させる結果となった。主なものとしては、同事務局が行っていた同人誌の委託参加システム「COMIC HOUSE」において、スタッフ間のトラブルにより、サークルの個人情報や同人誌売上データを紛失し、委託参加サークルに売上金が支払われない（サークルによっては、10万円相当）というトラブルや、サークルチケットの未着で、せっかくサークル参加を申し込んだのにもかかわらず、イベント当日に参加出来ないサークルが続出するというトラブル等が挙げられる。
コミックネットワークでは長らく連絡先が私書箱止まりであること（確実に返事が来る保証もない）、また2000年代に入ってからも公式ウェブサイトなどの媒体を一切持たず、主催との確実な連絡手段が乏しい事から次回のイベント情報をつかむ事が難しい（公式なイベント開催情報はコミックネットワークに足を運ばないと手に入らない）事も参加者減少の原因のひとつとされた。
また、福岡市内のイベントにおいては、2001年10月21日開催の「Comic Zeal43」より、事前の告知なしに撮影機材の一切の持ち込みが禁止され、多くのコスプレイヤー・撮影者の参加が途絶えたことも参加者減少の一因となった。
さらに福岡においては、会場を福岡ドームから福岡国際センターに移した後に参加の減少に直面。2008年12月23日開催の「COMIC NETWORK NOAH4」においては、「サークル数の不足（主催談）」により開催中止に追い込まれる。なお、この告知が開催わずか5日前に、サークル参加者に対してのみ行われ、当日は会場における周知を一切行われなかった（説明スタッフも張り紙も用意なし）。
また、中国地方や九州の一部の地域や都市では、サークル参加者の減少や会場使用予約の確保の難しさなどの理由により、イベントの休止や撤退が進み、2015年7月20日に佐賀市文化会館で開催された「COMIC NETWORK LAMBDAX佐賀150」を最後に休止となり、現在同事務局が主催するイベントは開催されていない。

## 過去に開催していたイベント

### Comic Zeal
FUKUOKA COMIC SPACEと共に2002年まで福岡市で開催されていたオールジャンル同人誌即売会である。主に、福岡国際センターとマリンメッセ福岡を主会場に、1000スペース規模のイベントを1990年代頃より開催し、九州では最大クラスのイベントまで成長した。
しかしながら、90年代半ばより福岡ドームでも、同団体が即売会を開催するようになると、参加者が福岡ドームで行われるイベント参加者の集中が進み、福岡国際センターやマリンメッセ福岡で行われていたComic ZealやFUKUOKA COMIC SPACEへの参加者の低迷が徐々に顕著になった事や、それに伴いイベント開催での赤字が膨らんだ事。また、会場の確保が他のイベント（同人誌即売会以外のイベント、特に見本市やコンサート、スポーツ大会等）との兼ね合い上、難しくなってきた事等の理由により、2002年の開催を最後に事実上休止となった。

### FUKUOKA COMIC SPACE
2002年まで福岡市で開催されていた、ジャンルを問わないフリージャンル型の同人誌即売会である。例年、5月の連休期間中などに年に1回のペースで開催されていたが、2002年の開催を最後に休止している。休止の理由については、#Comic Zealの項を参照。